# تپه ارکک قویون
تپه ارکک قویون مربوط به عصر آهن - دوره اشکانیان است و در شهرستان بیله‌سوار، بخش قشلاق دشت، دهستان قشلاق شرقی، روستای بابک واقع شده و این اثر در تاریخ ۱۲ شهریور ۱۳۸۶ با شمارهٔ ثبت ۱۹۳۷۷ به‌عنوان یکی از آثار ملی ایران به ثبت رسیده است.